# Albert Biesantz (Politiker)
Albert Christian Gottfried Biesantz (* 8. Oktober 1848 in Bückeburg; † 13. Oktober 1898 ebenda) war Bäcker und Mitglied des Deutschen Reichstags.

## Leben
Biesantz besuchte die Bürgerschule und dann das Gymnasium Adolfinum in Bückeburg. Er lernte als Bäcker und übernahm 1872 das väterliche Geschäft, gab dasselbe aber 1884 auf. Weiter war er Mitglied der städtischen Kollegien seit 1888 und Mitglied des schaumburg-lippischen Landtages seit 1887.
1898 wurde er zum Mitglied des Deutschen Reichstags für den Reichstagswahlkreis Fürstentum Schaumburg-Lippe (Bückeburg, Stadthagen) und die Freisinnige Volkspartei gewählt. Vor dem Zusammentreten des Reichstages am 13. Oktober 1898 verstarb er.
Sein Sohn, der ebenfalls Albert hieß, war ein Theaterschauspieler.